# 牛溫舒
牛温舒（?—?），辽国政治人物，范陽郡人。
牛温舒刚正尚节义，有远器。咸雍年間，進士及第，为小官。太安初年，累進户部使，转任給事中、知三司使事。辽道宗認为他有能力，加户部侍郎之位，转任三司使。寿昌年間，任参知政事，兼同知枢密院事。寿昌四年（1098年），摄中京留守。部民請皇帝正式任命，于是正式任命为中京留守。召還为三司使。
乾統初年，再任参知政事，知南院枢密使事。乾統五年（1105年）北宋攻打西夏，西夏派使者到遼朝，希望辽国作为和平仲介。乾統六年（1106年）正月，牛温舒、蕭得里底出使北宋。牛温舒见到河北道士装束的俳優，俳優说：「土少不能和」。牛温舒用手怀抱耕土会面宋徽宗。宋徽宗问他理由，牛温舒说：「臣奉天子威命来斡旋和平。若不从，则当卷土收去」。宋朝廷同意西夏和平。牛温舒回国，加中書令，去世。

## 延伸阅读
[在维基数据编辑]
 《遼史/卷86》，出自脱脱《遼史》